# 单蕊黄耆
单蕊黄耆（学名：Astragalus monadelphus）为豆科黄芪属的植物，为中国的特有植物。分布于中国大陆的四川、甘肃、青海等地，生长于海拔3,000米至4,000米的地区，一般生长在山坡、山谷、山顶湿处或灌丛下，目前尚未由人工引种栽培。

## 异名
- Astragalus monadelphus Bunge ex Maxim. ssp. xitaibaicus K. T. Fu